# Condado de Montmorency
El condado de Montmorency (en inglés: Montmorency County, Míchigan), fundado en 1881, es uno de los 83 condados del estado estadounidense de Míchigan. En el año 2000 tenía una población de 10.315 habitantes con una densidad poblacional de 7 personas por km². La sede del condado es Atlanta.

## Geografía
Según la Oficina del Censo, el condado tiene un área total de 1456 km² (562,2 mi²), de la cual 1417 km² (547,1 mi²) es tierra y 39 km² (15,1 mi²) es agua.

## Condados adyacentes
- Condado de Presque Isle noreste
- Condado de Alpena este
- Condado de Alcona sureste
- Condado de Oscoda sur
- Condado de Crawford suroeste
- Condado de Otsego oeste
- Condado de Cheboygan noroeste

## Demografía
En el 2000 la renta per cápita promedia del condado era de $30,005, y el ingreso promedio para una familia era de $34,784. El ingreso per cápita para el condado era de $16,493. En 2000 los hombres tenían un ingreso per cápita de $30,910 frente a los $19,299 que percibían las mujeres. Alrededor del 12.80% de la población estaba bajo el umbral de pobreza nacional.

## Lugares

### Villas
- Hillman

### Lugares designados del censo
- Atlanta
- Canada Creek Ranch
- Lewiston

### Municipios
- Municipio de Albert
- Municipio de Avery
- Municipio de Briley
- Municipio de Hillman
- Municipio de Loud
- Municipio de Montmorency
- Municipio de Rust
- Municipio de Vienna

### Principales carreteras
- M-32
- M-33
- Business M-32 es corto, desconecta la ruta en el pueblo de Hillman.
- F-01
- F-21